# 10052 Nason
10052 Nason este o planetă minoră (asteroid), cu un diametru de 6,112 km, din centura de asteroizi. A fost descoperită pe 16 septembrie 1987 la Observatorul La Silla de Henri Debehogne. 
Obiectul prezintă o orbită caracterizată de o semiaxă mare de 2,9013531 UAi, o excentricitate de 0,08, o înclinație de 1,2286 ° în raport cu ecliptica.